# Carl's Jr.

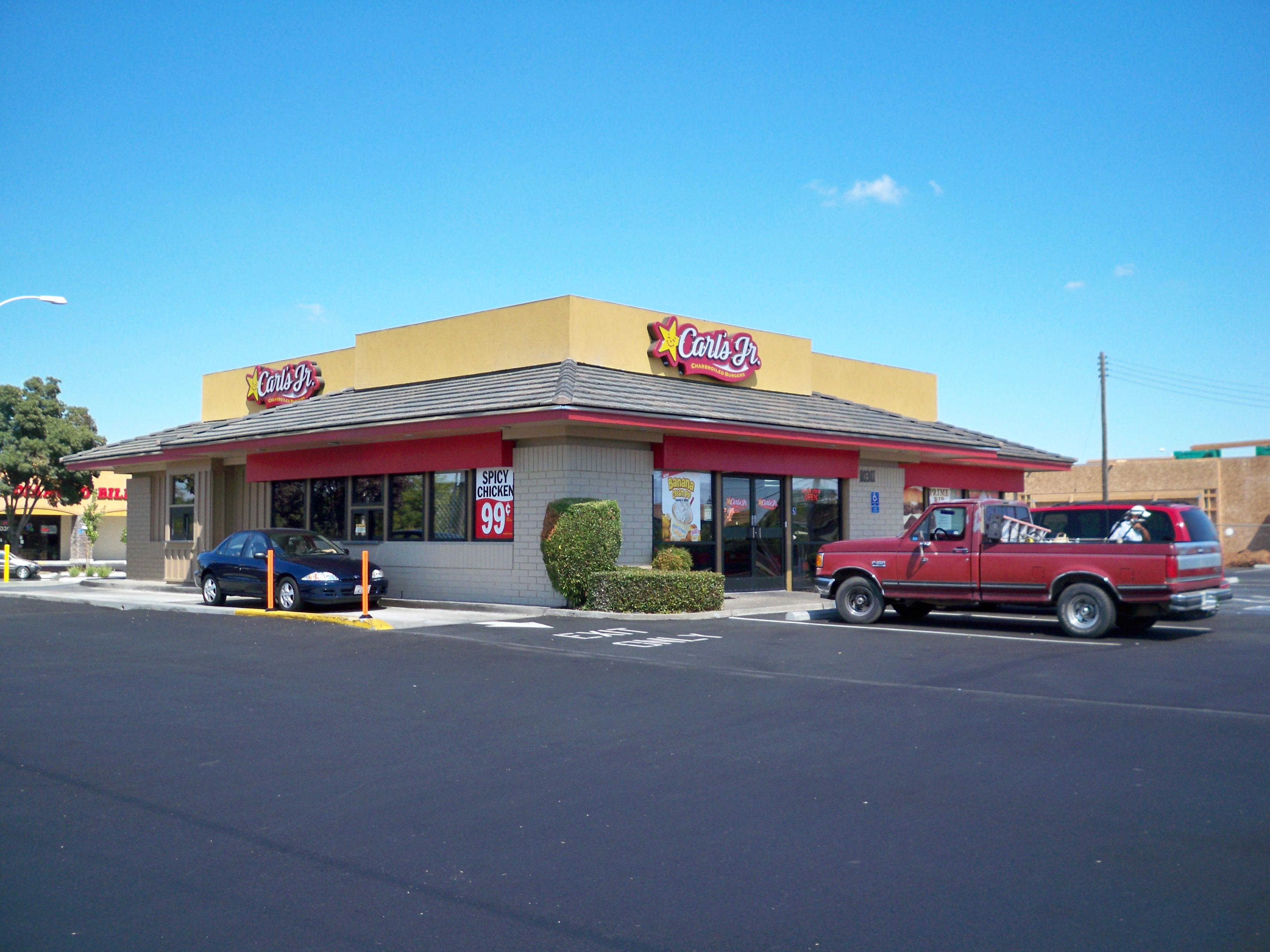
Carl's Jr. у Ранчо-Кордова, Каліфорнія

Carl's Jr. — велика мережа ресторанів швидкого обслуговування, представлена більш ніж 3100 точок в США, Еквадорі, Мексиці, Сінгапурі, Таїланді ті ін. Вона була заснована Карлом Карчере у 1941 році, тепер є дочірньою мережею компанії CKE Restaurants.
У 1941 році, тільки починаючи свій бізнес, Карл Карчері був власником кількох крамниць з хот-догами в Лос-Анджелесі. До 1945 року у нього вже був окремий фастфуд-ресторан в Анахаймі, штат Каліфорнія, який він назвав Carl's Drive-In Barbeque. У 1956 році Карчері відкрив два перших ресторанчика Carl's Jr. Вони названі саме так, тому що були всього лише зменшеними версіями його основного закладу. Характерними для його ресторанів швидкого харчування стали швидке обслуговування і логотип, на якому зображена усміхнена п'ятипроменева зірка жовтого кольору.